# Lechorodius terminalis
Lechorodius terminalis är en skalbaggsart som beskrevs av Thomas Say 1823. Lechorodius terminalis ingår i släktet Lechorodius och familjen Aphodiidae. Inga underarter finns listade i Catalogue of Life.